# 费迪南多·皮奥 (两西西里)
费迪南多·皮奥·马里亚（Ferdinando Pio Maria，1869年7月25日—1960年1月17日），两西西里王国王子，封卡拉布里亚公爵，1934年起为波旁-两西西里王室首領。

## 生平
费迪南多·皮奥是两西西里王子、卡塞塔伯爵阿方索与妻子波旁-两西西里的安东妮艾塔的长子，1869年7月25日生于罗马。他出生时两西西里王国已经灭亡，王室家族流亡罗马得到教宗庇护九世的庇护。费迪南多·皮奥出生时是当时的波旁-两西西里王室家族族长、前国王弗朗切斯科二世唯一的侄子，是两西西里王位的第四顺位继承人。由于弗朗切斯科二世没有儿子，阿方索的其他哥哥们也没有男嗣，弗朗切斯科二世去世前封费迪南多·皮奥为卡拉布里亚公爵，认可他为两西西里王室的继承人。
1894年12月27日，费迪南多·皮奥的伯父弗朗切斯科二世去世，父亲阿方索成为波旁-两西西里王室家族族长。费迪南多·皮奥成为两西西里的第一继承人。1934年5月26日，阿方索去世。费迪南多·皮奥成为波旁-两西西里王室家族族长，两西西里王位继承人。若两西西里王国继续存在，他将成为两西西里国王费迪南多三世。
费迪南多·皮奥于1960年1月17日在德国林道去世，终年90岁。费迪南多·皮奥没有男性继承人；他的二弟卡洛于1900年放弃自己和后代对两西西里王位的继承权，成为西班牙王子；三弟早夭；四弟早逝且没有子嗣。他的五弟卡斯特罗公爵兰尼埃里继承其成为波旁-两西西里王室家族族长，并得到绝大部分欧洲王室的认可。但西班牙王室却主张西班牙王子阿方索·德·波旁-两西西里为波旁-两西西里王室家族族长，因为他是费迪南多·皮奥二弟卡洛的长子。

## 婚姻与子女

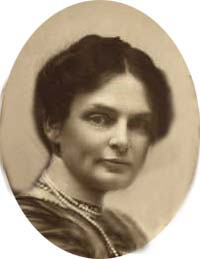
费迪南多·皮奥的妻子巴伐利亚公主玛丽亚

1897年5月31日，费迪南多·皮奥在慕尼黑与巴伐利亚攝政王路德维希的次女瑪麗亞結婚，费迪南多·皮奥和玛丽亚有一子五女：
- 长女玛丽亚·安東妮亞（Maria Antonietta，1898年4月16日—1957年1月11日），终生未婚；
- 次女玛丽亚·克里斯蒂娜（Maria Cristina，1899年5月4日—1985年4月21日），1948年与厄瓜多尔副总统曼努埃尔·索托马约尔-卢纳结婚；
- 长子鲁傑罗（Ruggiero，1901年9月7日—1914年12月1日），封诺托公爵，早夭；
- 三女芭芭拉·玛丽亚（Barbara Maria，1902年12月4日—1927年1月1日），1922年与施托尔贝格-韦尔尼格罗德的弗朗茨·克萨维尔结婚，有一子三女；
- 四女露琪亞（Lucia，1908年7月9日—2001年11月3日），1938年与意大利王室成员安科纳瓦公爵欧仁尼奥（后成为热那亚公爵）结婚，有一女；
- 五女乌拉卡（Urraca，1913年7月14日—1999年5月3日），终生未婚。

## 祖辈
费迪南多·皮奥的三代祖辈详见下表：
| 两西西里王子、卡拉布里亚公爵费迪南多·皮奥 | 父亲： 两西西里王子、卡塞塔伯爵阿方索 | 祖父： 两西西里国王费迪南多二世                       | 祖父之父： 两西西里国王弗朗切斯科一世       |
| 两西西里王子、卡拉布里亚公爵费迪南多·皮奥 | 父亲： 两西西里王子、卡塞塔伯爵阿方索 | 祖父： 两西西里国王费迪南多二世                       | 祖父之母： 西班牙公主玛丽亚·伊莎贝尔        |
| 两西西里王子、卡拉布里亚公爵费迪南多·皮奥 | 父亲： 两西西里王子、卡塞塔伯爵阿方索 | 祖母： 奥地利-特申的玛丽亚·特蕾西亚·伊莎贝拉女大公    | 祖母之父： 特申公爵奥地利的卡尔大公         |
| 两西西里王子、卡拉布里亚公爵费迪南多·皮奥 | 父亲： 两西西里王子、卡塞塔伯爵阿方索 | 祖母： 奥地利-特申的玛丽亚·特蕾西亚·伊莎贝拉女大公    | 祖母之母： 拿骚-魏尔堡的亨利埃特·亚历珊德琳 |
| 两西西里王子、卡拉布里亚公爵费迪南多·皮奥 | 母亲： 两西西里公主安东妮艾塔         | 外祖父： 两西西里王子、特拉帕尼伯爵弗朗切斯科·迪·保拉 | 外祖父之父： 同祖父之父                     |
| 两西西里王子、卡拉布里亚公爵费迪南多·皮奥 | 母亲： 两西西里公主安东妮艾塔         | 外祖父： 两西西里王子、特拉帕尼伯爵弗朗切斯科·迪·保拉 | 外祖父之母： 同祖父之母                     |
| 两西西里王子、卡拉布里亚公爵费迪南多·皮奥 | 母亲： 两西西里公主安东妮艾塔         | 外祖母： 奥地利-托斯卡纳的玛丽亚·伊莎贝尔女大公       | 外祖母之父： 托斯卡纳大公利奥波多二世       |
| 两西西里王子、卡拉布里亚公爵费迪南多·皮奥 | 母亲： 两西西里公主安东妮艾塔         | 外祖母： 奥地利-托斯卡纳的玛丽亚·伊莎贝尔女大公       | 外祖母之母： 两西西里公主玛丽亚·安东尼娅    |